# Hans Brosamer

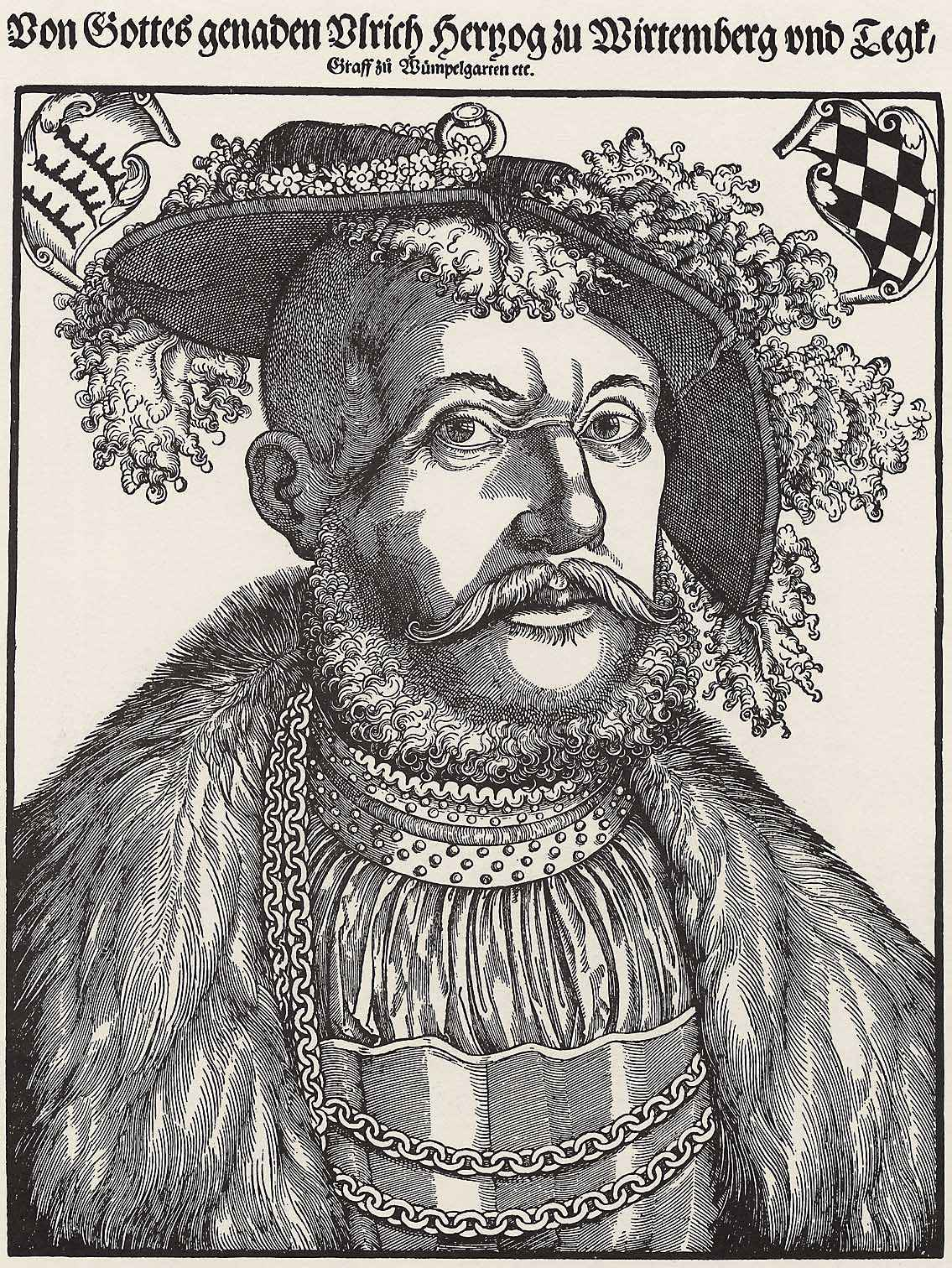
Ulrich VI, duc de Wurtemberg, gravure sur bois, vers 1545. Kupferstich-Kabinett de Dresde.

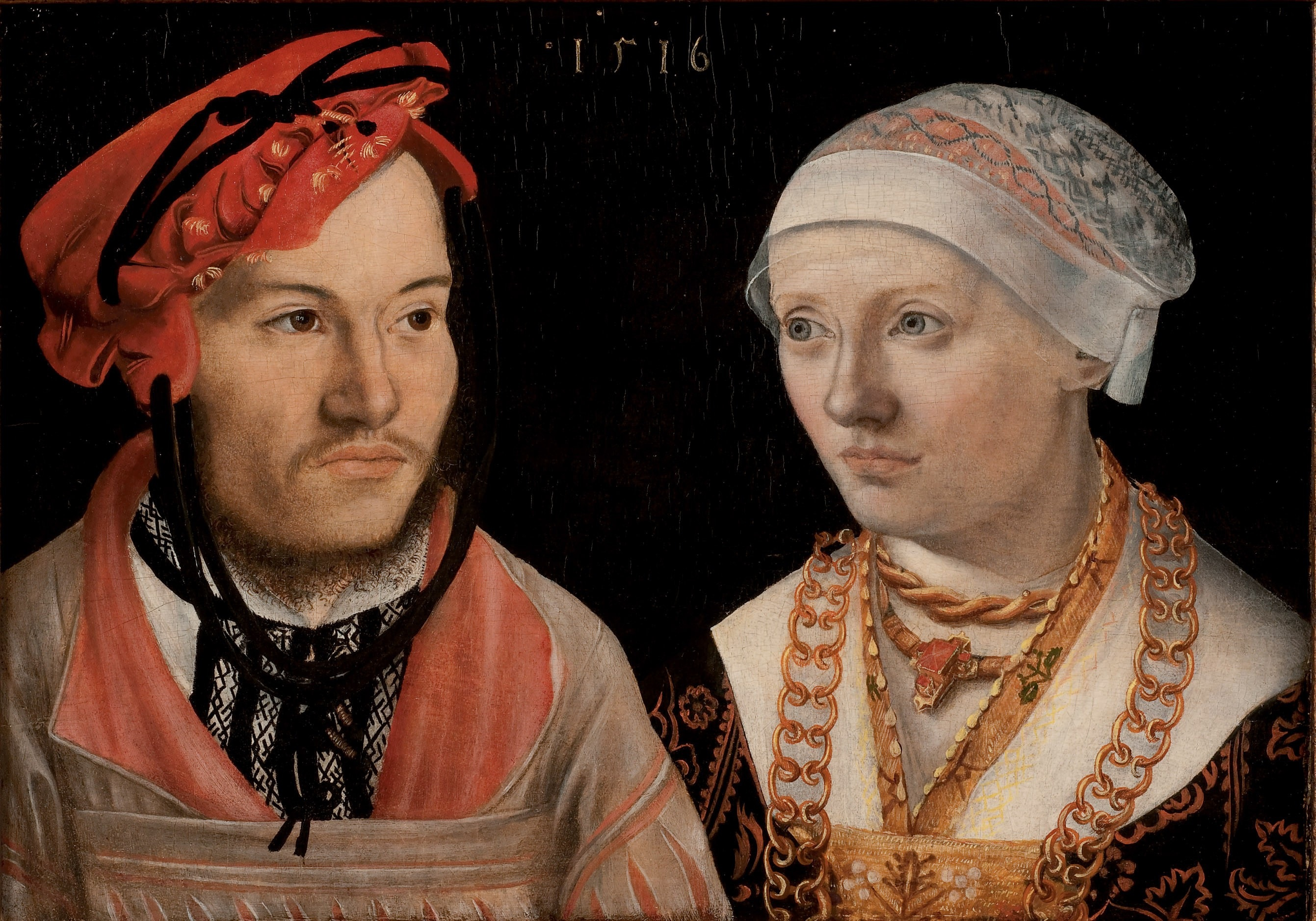
Portrait d'un couple, 1516.

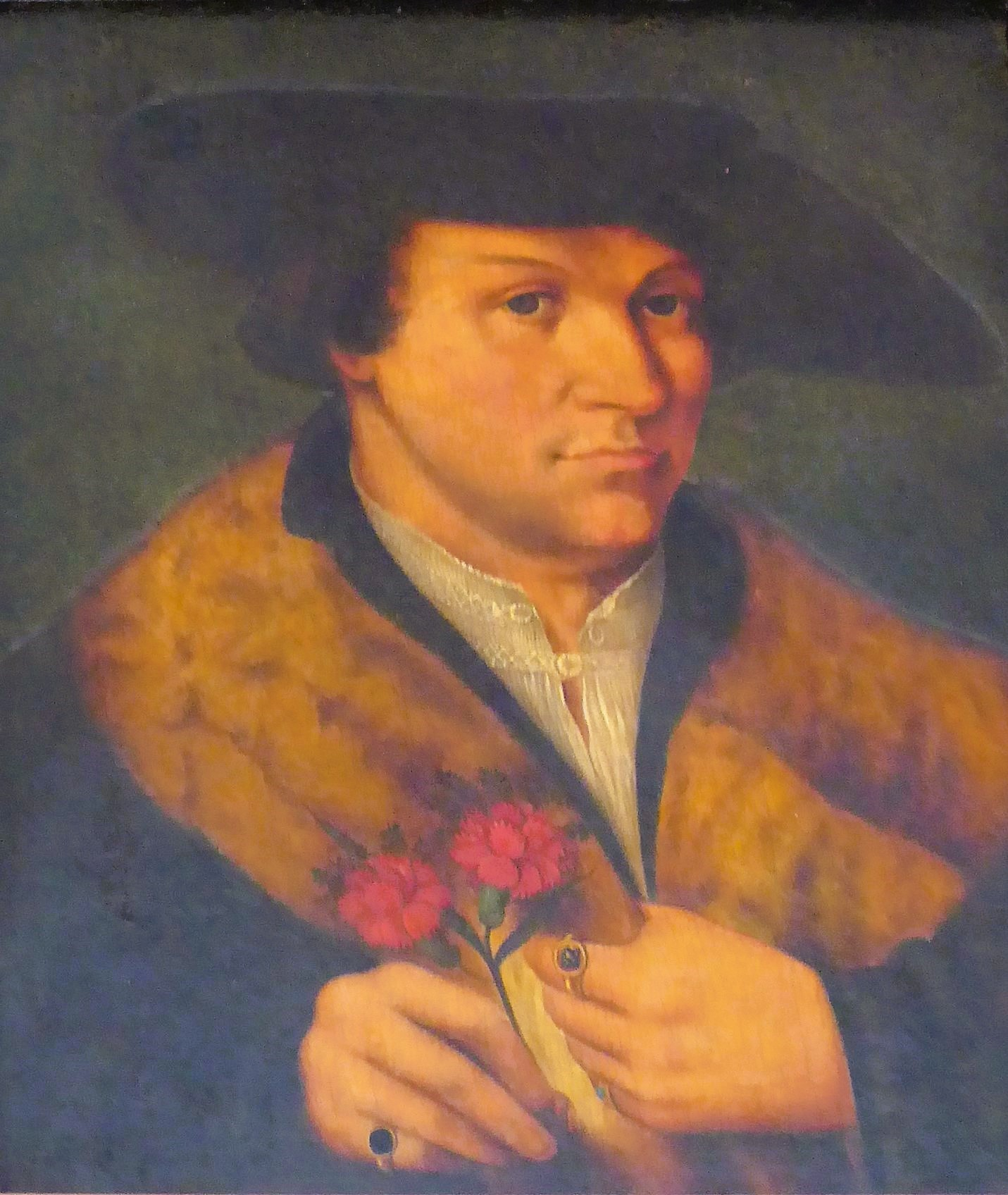
L'homme à l’œillet, portrait de Marx Schwab d'après Hans Brosamer d'après Léonard Beck, huile sur panneau, début XVIe siècle, musée de Chartres.

Hans Brosamer (né avant 1500, probablement à Fulda, et mort à Erfurt après 1554) est un dessinateur, graveur et peintre allemand de la Renaissance. 
Contemporain de Lucas Cranach l'Ancien et de Georg Pencz, sa popularité est due à son œuvre graphique, à la fois dans l'illustration de livres et dans de petites planches de mythologie, alors que sa production peinte est assez rare et soulève des doutes sur la paternité. En raison de la taille réduite de ses gravures, il est classé parmi ce qu'on appelle les « Petits Maîtres allemands ».

## Vie et œuvre
La date de naissance de Hans Brosamer est inconnue : on la situe entre 1480 et 1490, ou peu avant 1500, ou en 1506. Hans Brosamer a séjourné à Nuremberg de 1519 à 1529, où il crée les portraits de bourgeois nurembergeois. Vers 1536 et jusqu'en 1550, il développe son activité artistique à la cour princière de Fulda pendant près de deux décennies, avant de s'installer à Erfurt. Il est connu pour avoir beaucoup voyagé.

### Portraits
On lui attribue une série de portraits réalisés durant son séjour à Nuremberg, comme le Portrait de Hans Durr, brasseur à Nuremberg, daté de 1521 et signé des initiales « HB », ou le Portrait de Sebold Schwarcz. Dans les peintures de Brosamer, on observe une image sèche et réaliste en même temps qu'une riche décoration des étoffes et des matériaux. Les portraits ont pour la plupart un fond vert et montrent une nette influence de Cranach. Il en est de même du portrait de Hans Sachs, daté de 1545. Bien que non signé, plusieurs sources l'attribuent à Brosamer tandis que d'autres considèrent qu'il est le travail d'un autre contemporain, Michael Ostendorfer.
Le portrait du chancelier Johann von Otthera de Fulda est daté de 1536 et signé de son nom complet. Le portrait du maire Hans Leitgeb porte le monogramme « HB », et la légende en haut au centre : « IN DER GESTALT WAS ICH DISE ZEIT HANS LEITGED BURGERMAISTER 39 JAR ALT 1506 », ce qui pose un problème de date. À Erfurt, il grave sur bois le portrait du landgrave Philippe de Hesse. Il marque ses plaques parfois de son nom et parfois de ses initiales, « HB », avec ou sans poinçon ou burin de graveur. Son nom complet figure ainsi sur une gravure sur cuivre avec une crucifixion, signée « Johannes B. Fuldae degens faciebat 1542 ».

### Gravures
Brosamer travaille aussi bien le bois et le cuivre, bien qu'il soit plus souvent un graveur sur bois, se qualifiant lui-même sur son portrait du landgrave de Philippe de Hesse de « Hans B. Formschneider zu Erfurt ». Dans ses gravures sur cuivre, sa démarche se rapproche plutôt des graveurs de son temps qui copient des dessins déjà existants plutôt que ceux de la période précédente, créateurs de leurs propres sujets. 
Dans la réalisation de ses travaux, il grave personnellement les plaques de cuivre, alors que pour les gravures sur bois il se limite à la conception des images, qui sont ensuite gravées par des assistants. 

### Renommée
Brosamer est connu par les nombreuses gravures sur cuivre et sur bois qui sont apparues dans de nombreux livres imprimés de l'époque. La bible de Luther en est un témoin remarquable dans son édition de 1550 ; elle contient deux planches de Brosamer, la Création d'Ève en première page et Ève donnant la pomme à Adam en deuxième. Il a également publié un Kunstbüchlein contenant une série de gravures sur bois représentant des modèles de vases, de sifflets, pendeloques et autres, devant en orfèvrerie, et une série de gravures sur bois illustrant le « Bain de Bethsabée » datée de 1554.
Hans Brosamer meurt à Erfurt après 1554,.

### Attributions
De nombreuses gravures sur bois et peintures signées « HB » ont été attribuées à Hans Brosamer. Cela a créé un corpus d'œuvres important mais dont l'examen critique est incomplet. Certaines de ces gravures sur bois sont proches du cercle de Lucas Cranach. En revanche, les gravures sur cuivre montrent clairement l'assimilation de maîtres de l'Allemagne du Nord, tels que Heinrich Aldegrever et Jakob Binck. Un ensemble d'œuvres montrent, à côté de son monogramme, une tête de griffon. L'appartenance au cercle de Cranach est évidente pour ces tableaux, mais rien ne prouve qu'il s'agit du même artiste qui est appelé, par défaut « Maître HB à la tête de griffon ».
Bartsch et Passavant décrivent 29 gravures sur cuivre et 36 gravures sur bois qu'ils attribuent à Brosamer.

## Sélection d'œuvres
La liste ci-dessous est extraite de Bartsch et de Passavant.

### Sur cuivre

David et Bethsabée (n. d.).

- Dalila et Samson, inscription : Johannes Brosamer Fulda degens faciebat, 15 H. B. 45.
- Salomon adorant les idoles 1545
- Bethsabée au bain (Rijksmuseum) (le « grand Bethsabée » de 1554)
- Le jeune Jésus au temple (doute sur attribution)
- Crucifixion 1542 daté et inscription : Johannes Brosamer Fulda dégens faciebat et le chiffre
- La Vierge 1540
- Marc Curce 1540 Pièce ronde gravé MARCVS CVRTIVS avec chiffre
- Suicide de Lucrèce 1537 avec chiffre
- Enlèvement d’Hélène 1549 avec chiffre
- Le jugement de Paris deux versions, dont image circulaire
- Vénus et l’Amour 1541 avec chiffre
- Hercule étouffant Anthée 1540 avec chiffre
- Laocoon et ses enfants 1538 avec chiffre
- Le baiser 1549 pièce ronde avec chiffre
- Le Joueur de luth 1537 avec chiffre
- Le mari subjugué par sa femme avec chiffre et sans date

### Sur bois

La Descente du Saint Esprit (1550).

- Création d'Ève. Dans la bible de Luther (1558)
- Ève donne la pomme à Adam idem
- Bethsabée au bain.
- La Reine de Saba devant Salomon.
- Jésus Christ tenté par le démon
- Jean le Baptiste en prison
- La Cène
- Saints Jérôme, Matthieu, Marc, Luc, Jean, Paul, Jacques le majeur
- Vingt et une planches de la Révélation.
- La Sainte famille

### Portraits
- Hans Pirkel (1520),
- Jochum Wirman (1521)

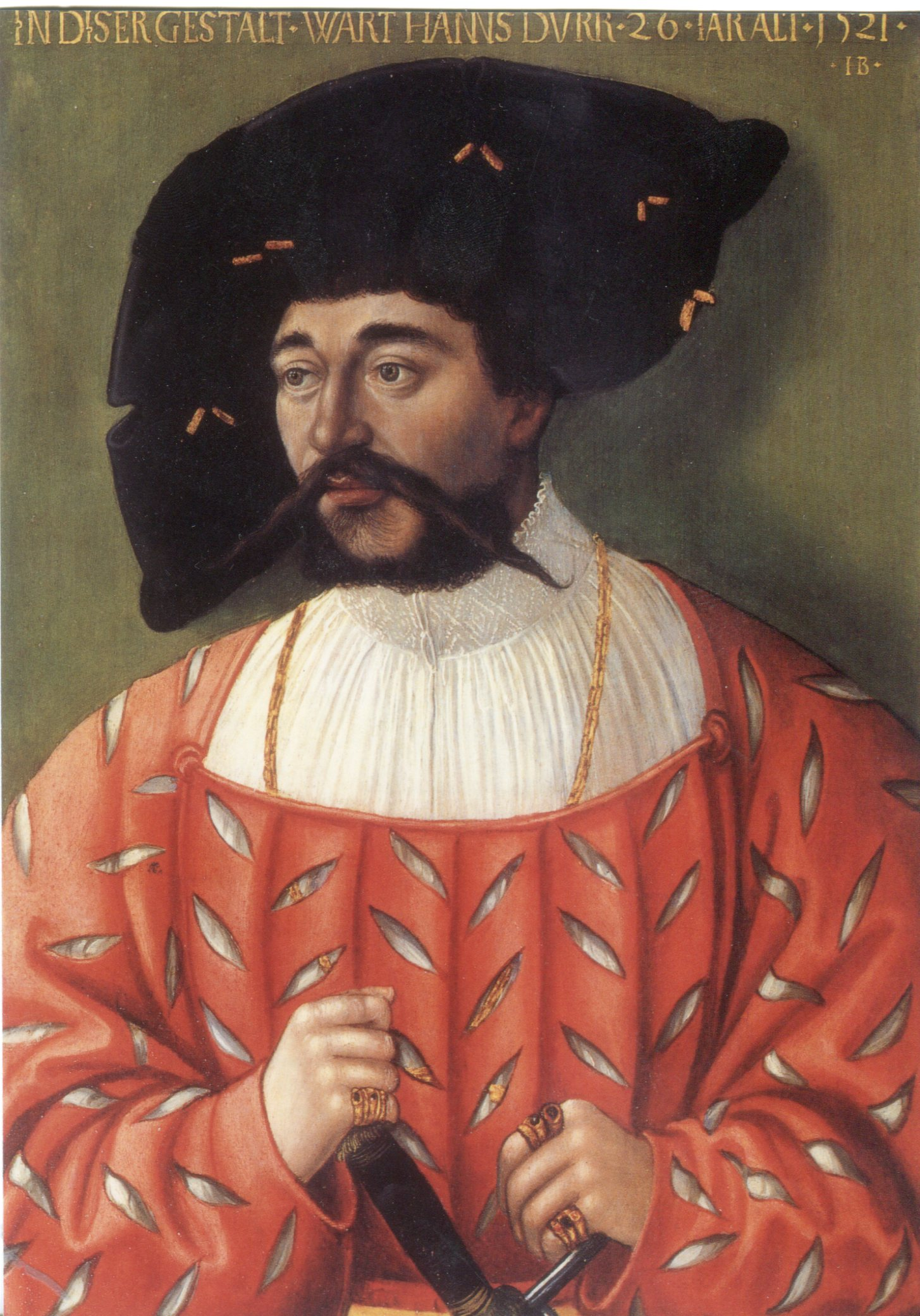
Portrait de Hans Durr (1521), peinture à l'huile, initiales HB et attribuée à Brosamer.

- Hans Durr, peinture sur panneau (1521), initiales HB.
- Sebold Schwarcz ou Schwartz, (1523)
- Ulrich VI, duc de Wurtemberg, gravure sur bois, vers 1545.
- Philippe Ier, landgrave de Hesse.
- Andreas Imhoff (1536)
- Johannes von Otthera (1536)
- Portrait d'un jeune homme.
- George Wicelins (1542).
- Johann von Henneberg, abbé de Fulda (1541, Rijksmuseum).
- Martin Luther (Rijksmuseum), de Heinrich Aldegrever et HB